# Ligue européenne de rink hockey 2015-2016
Navigation
Ligue européenne 2014-2015 Ligue européenne 2016-2017
La Ligue européenne de rink hockey 2015-2016 aussi appelée Euroleague est la 51e édition de la plus importante compétition européenne de rink hockey entre équipes de club, et la 9e sous la dénomination Ligue européenne. La compétition s'est déroulée du 24 octobre 2015 au 15 mai 2016. Le SL Benfica a remporté son 2e titre à domicile.

## Participants
Les 16 participants à la compétition doivent être affiliés à l'une des fédérations suivantes : Allemagne, Espagne, France, Italie, Portugal ou Suisse. Le champion en titre ainsi que les champions nationaux sont automatiquement qualifiés. Les 9 équipes sont sélectionnées dans les 6 fédérations selon un système de "quota-parts" attribué à chaque fédération et calculé en fonction des résultats des clubs affiliés aux compétitions européennes (Ligue européenne+Coupe CERS) durant les 4 dernières années.

## Phase de poule

### Groupe A
Le groupe A est composé des équipes du FC Porto, ERG Iserlohn, FC Barcelone et Hockey Breganze. Porto remporte ce groupe devant Barcelone.
| Rang | Équipe          | Pts | J | G | N | P | Bp | Bc | Diff |  | Résultats (dom.\ext.) |     |      |      |      |
| ---- | --------------- | --- | - | - | - | - | -- | -- | ---- |  | --------------------- | --- | ---- | ---- | ---- |
| 1    | FC Porto        | 18  | 6 | 6 | 0 | 0 | 46 | 8  | +38  |  | FC Porto              |     | 1-0  | 13-4 | 21-1 |
| 2    | FC Barcelone    | 12  | 6 | 4 | 0 | 2 | 34 | 12 | +22  |  | FC Barcelone          | 1-2 |      | 5-2  | 7-2  |
| 3    | Hockey Breganze | 4   | 6 | 1 | 1 | 4 | 24 | 34 | -10  |  | Hockey Breganze       | 1-2 | 4-6  |      | 7-2  |
| 4    | ERG Iserlohn    | 1   | 6 | 0 | 1 | 5 | 13 | 63 | -50  |  | ERG Iserlohn          | 1-7 | 1-15 | 6-6  |      |

### Groupe B
Le groupe B est composé des équipes de CP Vic, Hockey Bassano, SL Benfica et SA Mérignac. Benfica remporte ce groupe devant Vic.
| Rang | Équipe         | Pts | J | G | N | P | Bp | Bc | Diff |  | Résultats (dom.\ext.) |     |     |     |     |
| ---- | -------------- | --- | - | - | - | - | -- | -- | ---- |  | --------------------- | --- | --- | --- | --- |
| 1    | SL Benfica     | 15  | 6 | 5 | 0 | 1 | 41 | 18 | +23  |  | SL Benfica            |     | 5-1 | 9-6 | 8-0 |
| 2    | CP Vic         | 15  | 6 | 5 | 0 | 1 | 36 | 17 | +19  |  | CP Vic                | 7-6 |     | 8-0 | 9-0 |
| 3    | Hockey Bassano | 3   | 6 | 1 | 0 | 5 | 24 | 43 | -19  |  | Hockey Bassano        | 2-8 | 5-8 |     | 7-5 |
| 4    | SA Mérignac    | 3   | 6 | 1 | 0 | 5 | 13 | 36 | -23  |  | SA Mérignac           | 2-5 | 1-3 | 5-4 |     |

### Groupe C
Le groupe C est composé des équipes de AD Valongo, HC Quévert, HC Forte dei Marmi et CE Vendrell. L'équipe de Forte dei Marmi remporte ce groupe devant Vendrell.
| Rang | Équipe             | Pts | J | G | N | P | Bp | Bc | Diff |  | Résultats (dom.\ext.) |     |     |     |     |
| ---- | ------------------ | --- | - | - | - | - | -- | -- | ---- |  | --------------------- | --- | --- | --- | --- |
| 1    | HC Forte dei Marmi | 14  | 6 | 4 | 2 | 0 | 39 | 24 | +15  |  | HC Forte dei Marmi    |     | 6-2 | 8-7 | 9-1 |
| 2    | CE Vendrell        | 10  | 6 | 3 | 1 | 2 | 27 | 24 | +3   |  | CE Vendrell           | 6-6 |     | 5-1 | 8-4 |
| 3    | AD Valongo         | 7   | 6 | 2 | 1 | 3 | 26 | 27 | -1   |  | AD Valongo            | 5-5 | 5-3 |     | 5-1 |
| 4    | HC Quévert         | 3   | 6 | 1 | 0 | 5 | 16 | 33 | -17  |  | HC Quévert            | 3-5 | 2-3 | 5-3 |     |

### Groupe D
Le groupe D est composé des équipes de UD Oliveirense, RHC Basel, HC Liceo et CGC Viareggio. Liceo remporte ce groupe devant le club d'Oliveirense.
| Rang | Équipe         | Pts | J | G | N | P | Bp | Bc | Diff |  | Résultats (dom.\ext.) |     |     |     |      |
| ---- | -------------- | --- | - | - | - | - | -- | -- | ---- |  | --------------------- | --- | --- | --- | ---- |
| 1    | HC Liceo       | 15  | 6 | 5 | 0 | 1 | 37 | 15 | +22  |  | HC Liceo              |     | 5-3 | 7-2 | 13-1 |
| 2    | UD Oliveirense | 15  | 6 | 5 | 0 | 1 | 35 | 22 | +13  |  | UD Oliveirense        | 4-2 |     | 5-3 | 10-5 |
| 3    | CGC Viareggio  | 6   | 6 | 2 | 0 | 4 | 26 | 32 | -6   |  | CGC Viareggio         | 2-5 | 5-7 |     | 8-4  |
| 4    | RHC Basel      | 0   | 6 | 0 | 0 | 6 | 19 | 48 | -29  |  | RHC Basel             | 3-5 | 2-6 | 4-6 |      |

## Phase finale

### Quarts de finale
| Équipe 1       | Score | Équipe 2           | Aller | Retour |
| -------------- | ----- | ------------------ | ----- | ------ |
| UD Oliveirense | 8-6   | FC Porto           | 4-3   | 4-3    |
| CE Vendrell    | 8-10  | SL Benfica         | 3-5   | 5-5    |
| CP Vic         | 7-8   | HC Forte dei Marmi | 2-1   | 5-7    |
| FC Barcelone   | 8-2   | HC Liceo           | 6-0   | 2-2    |

### Final four
|  | Demi-finales       | Demi-finales |                |   | Finale | Finale |
|  | Demi-finales       | Demi-finales |                |   | Finale | Finale |
|  |                    |              |                |   |        |        |
|  | 14 mai             | 14 mai       |                |   | 15 mai | 15 mai |
|  | 14 mai             | 14 mai       |                |   | 15 mai | 15 mai |
|  | UD Oliveirense     | 3            |                |   | 15 mai | 15 mai |
|  | UD Oliveirense     | 3            |                |   | 15 mai | 15 mai |
|  | HC Forte dei Marmi | 2            |                |   | 15 mai | 15 mai |
|  | HC Forte dei Marmi | 2            | UD Oliveirense | 3 |        |        |
|  | 14 mai             |              | UD Oliveirense | 3 |        |        |
|  |                    | SL Benfica   | 5              |   |        |        |
|  | SL Benfica         | SL Benfica   | 5              | 3 |        |        |
|  | SL Benfica         |              |                | 3 |        |        |
|  | FC Barcelone       | 2            |                |   |        |        |
|  | FC Barcelone       | 2            |                |   |        |        |

## Classement des buteurs
|   | Buteur           | Club           | Buts | Ratio |
| - | ---------------- | -------------- | ---- | ----- |
| 1 | Pedro Gil        | HM Valdagno    | 21   | 2.3   |
| 2 | Jordi Adroher    | SL Benfica     | 15   | 1.5   |
| 3 | Marc Torra       | SL Benfica     | 14   | 1.4   |
| 4 | Sergio Miras     | CE Vendrell    | 12   | 1.5   |
| 5 | Álvaro Morais    | FC Porto       | 11   | 1.3   |
| - | Ferran Font      | CP Vic         | 11   | 1.3   |
| - | Jordi Bargalló   | HC Liceo       | 11   | 1.3   |
| 8 | Pablo Álvarez    | FC Barcelone   | 10   | 1.2   |
| 9 | Carlos Nicolía   | SL Benfica     | 10   | 1.1   |
| - | Ricardo Oliveira | UD Oliveirense | 10   | 1.1   |